# Донохью, Кетер
Ке́тер До́нохью (англ. Kether Donohue; род. 31 октября 1985, Манхэттен, Нью-Йорк) — американская актриса кино, телевидения, озвучивания и дубляжа. Менее известна как продюсер, сценаристка, певица и режиссёр. Наиболее известна зрителю исполнением роли Линдси Джиллиан в телесериале «Ты — воплощение порока» (62 эпизода с 2014 по 2019 год).

## Биография
Кетер Донохью родилась 31 октября 1985 года на Манхэттене (Нью-Йорк), росла в квартале Нижний Ист-Сайд. Мать — учитель дошкольного образования. Младший брат — Джон. Училась в школе актёрского мастерства Энтони Мейндла. В 2008 году окончила Фордемский университет по специализации «исследования в области коммуникаций и медиа», уделяя особое внимание кино.
С 10 лет начала сниматься в рекламных роликах. В 1997 году 12-летнюю Донохью пригласили попробовать свои силы в дубляже японских аниме. За полтора года она озвучила один мультсериал и один мультфильм, после чего в её карьере последовал перерыв. С 2002 года девушка вернулась к озвучиванию, а также начала регулярно сниматься для кино и телевидения.
В 2016 году номинировалась на премию «Выбор телевизионных критиков» в категории «Лучшая актриса второго плана в комедийном сериале» за роль в телесериале «Ты — воплощение порока», но не выиграла награды.
Также известна под псевдонимами Эннайс Мориарти и Кетер Фернандес.

## Избранная фильмография

### Широкий экран
Кроме озвучивания
- 2010 — Чудный мальчик[англ.] / Boy Wonder — Лиззи
- 2012 — Залив / The Bay — Донна Томпсон
- 2012 — Идеальный голос / Pitch Perfect — Элис
- 2015 — Идеальный голос 2 / Pitch Perfect 2 — бывшая участница муз. группы The Barden Bellas
- 2017 — Горе-творец / The Disaster Artist — актриса № 6

### Телевидение
Кроме озвучивания
- 2005 — Королева экрана / Hope & Faith — Мэдисон Мелвилл (в 2 эпизодах[англ.])
- 2008 — Поздно ночью с Конаном О’Брайаном[англ.] / Late Night with Conan O’Brien — беременный интерн (в выпуске Ray Liotta / Loudon Wainwright III)
- 2009 — Дорогой доктор / Royal Pains — Али (в эпизоде Strategic Planning)
- 2011 — Идеальные пары[англ.] / Perfect Couples — Дотти (в 2 эпизодах)
- 2012 — Двойник / Ringer — официантка (в эпизоде It Just Got Normal)
- 2012 — Верните мне штаны[англ.] / I Just Want My Pants Back — Сара (в эпизоде Jerk or Dork)
- 2012 — Проект Минди / The Mindy Project — официантка (в эпизоде Pilot[англ.]; в титрах не указана)
- 2013 — Кайф с доставкой / High Maintenance — Энни (в эпизоде Dinah)
- 2014—2019 — Ты — воплощение порока / You’re the Worst — Линдси Джиллиан (в 62 эпизодах)[9]
- 2015 — Конан[англ.] / Conan — в роли самой себя (гостья) (в выпуске Will Forte / Kether Donohue / Weezer)
- 2016 — Бриолин: Прямой эфир[англ.] / Grease: Live — Джэн[10]
- 2018 — Чемпионы / Champions — Денайс (в эпизоде Grandma Dearest)
- 2018 — Из Лос-Анджелеса в Вегас / LA to Vegas — Меган (в 2 эпизодах)
- 2018 — Гостевая книга[англ.] / The Guest Book — Тейра (в эпизоде Finding Reality)
- 2019 — Ты / You — Тайна (в эпизоде What Are Friends For?)
- 2020—2022 — Третья положительная / B Positive — Гэбби (в 28 эпизодах)

### Озвучивание
Озвучивание и дубляж мультфильмов и мультсериалов
- 1997 — Король храбрецов Гаогайгар[англ.] / 勇者王ガオガイガー — Рейко Комори (в 25 эпизодах)
- 2002 — Фортепиано[англ.] / PIANO — Синохара (в 10 эпизодах)
- 2002 — Ребёнок, который хотел быть медведем[фр.] / L’Enfant qui voulait être un ours — молодая медведица
- 2007 — Тамагочи в кино[англ.] / えいがでとーじょー! たまごっち ドキドキ! うちゅーのまいごっち!? — Макико / Усачи
- 2008 — Король динозавров[англ.] / 古代王者恐竜キング — Зои Дрейк / птерозавр (в эпизоде The 39 Thieves)
- 2008—2009 — Югио! 4[англ.] / 遊☆戯☆王5D’s — Нико / Энни (в 2 эпизодах)
- 2008—2010 — Покемон / ポケットモンスター — Кэндайс / Лила в молодости / Осень (в 7 эпизодах[англ.])
- 2009 — Хантик: Искатели секретов[англ.] / Huntik — Secrets & Seekers — второстепенные персонажи (в эпизоде The Beautiful Trap[англ.])
- 2009 — Чёрный Бог / 黒神 — Макана (в 20 эпизодах)
- 2016—2017 — Да здравствует король Джулиан / All Hail King Julien — Эйприл / Брозалинда (в 2 эпизодах[англ.])
- 2019 — Американский папаша! / American Dad! — Хлоя / женщина в траншее (в эпизоде The Long March[англ.])
- 2019—2020 — Елена — принцесса Авалора / Elena of Avalor — Флоу (в 8 эпизодах[англ.])
- 2020 — Звёздный путь: Нижние палубы / Star Trek: Lower Decks — Корзина-с-Арахисом (в эпизоде No Small Parts)
- 2021 — Бёрдгёл[англ.] / Birdgirl — Джиллиан / Дженнифер (в 6 эпизодах)